# Stephen Gallagher
Stephen Gallagher (n. 13 octombrie 1954, Salford, County Borough of Salford⁠(d), Regatul Unit) este un scriitor englez.

## Biografie și carieră
A scris câteva romane și scenarii de televiziune, inclusiv pentru serialul TV BBC Doctor Who — serial la care a scris scenariul episoadelor Warriors' Gate (1981) și Terminus (1983). A mai scris scenariul unor episoade ale serialelor Rosemary & Thyme și Bugs. A adaptat romanul său Chimera într-un miniserial omonim distribuit de canalul ITV și a regizat ecranizarea lui Oktober. A mai scris episodul The Kingdom of Bones pentru serialul BBC Murder Rooms.

## Lucrări scrise
- The Last Rose of Summer – 1978 (ultima dată revizuită ca Dying of Paradise)
- Saturn Three – 1980 (nuvelizarea filmului)
- Silver Dream Racer – 1980 (nuvelizarea filmului, ca John Lydecker)
- Chimera – 1982
- Doctor Who: Warriors' Gate – 1982 (ca John Lydecker)
- Dying of Paradise – 1982 (as Stephen Couper)
- Doctor Who: Terminus – 1983 (ca John Lydecker)
- The Ice Belt – 1983 (ca Stephen Couper)
- The Kids from Fame – 1983 (ca Lisa Todd)
- The Kids from Fame II – 1983 (ca Lisa Todd)
- Follower – 1984
- Valley of Lights – 1987
- Oktober – 1988
- Down River – 1989
- Rain – 1990
- The Boat House – 1991
- Nightmare, With Angel – 1992
- Red, Red Robin – 1995
- Journeyman: The Art of Chris Moore – 2000 (lucrare non-fiction)
- White Bizango – 2002
- Out of His Mind – 2004 (colecție de povestiri, a câștigat British Fantasy Award)
- The Spirit Box – 2005
- The Painted Bride – 2006
- The Kingdom of Bones – 2007
- Plots and Misadventures – 2007 (a doua sa colecție de povestiri)
- The Bedlam Detective – 2012
- The Authentic William James – 2016

## Legături externe
- Stephen Gallagher la Internet Movie Database
- Stephen Gallagher's website
- Stephen Gallagher's weblog
- New York Times review of The Kingdom of Bones
- The Hollywood Reporter: CBS, Bruckheimer Meet in Eleventh Hour
- New York Times review of The Bedlam Detective
- Kirkus review of The Bedlam Detective
- Stephen Gallagher la Internet Speculative Fiction Database

## Vezi și
- Listă de autori de literatură de groază